# Dodo Niță
Dodo Niță (n. 16 iunie 1964, București, România) este un critic de benzi desenate român.
Este președintele Asociației Bedefililor din România și cel mai important critic, respectiv istoric român din domeniul benzilor desenate.
A scris despre benzile desenate românești din anul 1988, în special cărți de prezentare și de istorie.
A semnat, singur sau în colaborare, nouă cărți despre benzi desenate, printre care monografiile de autor Livia Rusz, Puiu Manu, Burschi, Sandu Florea.
Unele cărți și studii ale sale au fost traduse în franceză și maghiară.
Dodo Niță organizează de 23 de ani Salonul Internațional de Bandă Desenată de la Constanța, precum și alte saloane și expoziții de benzi desenate atât în România cât și în Franța, Belgia, Portugalia, Italia, Luxemburg, Ungaria etc.
Pentru activitatea sa de promovare a francofoniei în România (și) prin intermediul benzilor desenate a primit titlul de Cavaler al Ordinului Les Palmes Académiques, decernat de prim-ministrul Franței în 2001, precum și titlul de Cavaler al Ordinului Léopold al II-lea, decernat de Ministrul Afacerilor Externe din Belgia, în 2006. În 2023 a fost decorat cu Ordinul Meritul Cultural în grad de Cavaler, Categoria F - „Promovarea culturii”.

## Publicații
- Istoria benzii desenate românești (1992)
- Dicționarul benzii desenate din România (1996, 2005)
- Tintin în România (2003, în limba franceză)
- Vârsta de aur a benzii desenate românești (2004)
- Sandu Florea, o monografie, editura LVS Crepuscul, Ploiești (2012)
- Istoria benzii desenate românești 1891-2010 (2010) cu Alexandru Ciubotariu
- Panorama Benzii Desenate Românești (2021)